# Teacake
Per teacake si intende una serie di dolci serviti insieme al tè in vari paesi anglofoni.

## Varianti

### Australia/India
In Australia e India, la teacake è una torta al burro che viene servita ancora calda. Il dolce contiene farina, uova, burro, e zucchero. La teacake australiana contiene anche la cannella.

### Regno Unito
In Inghilterra, la teacake consiste in un pane lievitato e leggero con frutta secca, che viene servito tostato e imburrato. Nel Lancashire orientale, così come in certe aree della Cumbria e dello Yorkshire, la teacake si presenta come un panino dolce che viene farcito con ingredienti a piacere.

### Stati Uniti d'America
Negli Stati Uniti sud-orientali, vengono preparate dei grandi biscotti da tè a base di zucchero, burro, uova, farina, latte e aromi. Essi vennero ideati dagli afroamericani del posto e corrispondono ai dolcetti che, in passato, venivano serviti alle donne bianche durante i loro periodi di svago.